# Rolf Thiessen
Rolf Thiessen (* 1921; † 1970) war als deutscher Beamter in den 1950er und Anfang der 1960er Jahre maßgeblich für das ERP-Sondervermögen zuständig, 1966 für einige Zeit Staatssekretär im Bundesschatzministerium sowie Vorstandsmitglied der Kreditanstalt für Wiederaufbau (KfW).

## Leben

### Studium und Promotion
Nach dem Schulbesuch absolvierte Thiessen zunächst von 1937 bis 1939 eine kaufmännische Lehre und leistete im Anschluss von 1939 bis 1943 seinen Militärdienst in der Wehrmacht, ehe er von 1943 bis 1947 Volkswirtschaft an der Georg-August-Universität Göttingen studierte und dort nach Abschluss des Studiums von 1948 bis 1950 als Wissenschaftlicher Assistent tätig war.
Danach war er Mitarbeiter beim Kontor für das ERP-Sondervermögen und promovierte 1951 an der Georg-August-Universität Göttingen mit einer Dissertation zum Thema Wirtschaftliches Gleichgewicht als wirtschaftspolitische Norm.

### Laufbahn als Ministerialbeamter und Fachmann für das ERP-Sondervermögen
Im Anschluss wurde er 1951 Mitarbeiter in der Abteilung III (Zwischenstaatliche Wirtschaftsbeziehungen) des Bundesministeriums für Angelegenheiten des Marshallplanes und danach Hilfsreferent für die Durchführung der Einfuhrprogramme im dortigen Referat III 4.
Nach der Umbenennung des Ministeriums in Bundesministerium für wirtschaftliche Zusammenarbeit wurde er 1953 Leiter des Referats III 2 und war als solcher zuständig für Finanzierungsprogramme und Angelegenheiten des ERP-Sondervermögens. Daneben wurde er zusätzlich 1955 Leiter des Referats III 1, das für Grundsatz- und Finanzierungsfragen des ERP-Sondervermögens sowie außerdem seit 1956 für Rechtsfragen der Verwaltung des ERP-Sondervermögens zuständig war.
1956 erfolgte seine Ernennung zum Leiter der Abteilung III (Verwaltung des ERP-Sondervermögens) im Ministerium in Bundesministerium für wirtschaftliche Zusammenarbeit, wobei er auch weiterhin Leiter des Referats III 1 blieb. Im Laufe des Jahres 1956 wurde er zudem Leiter der Referate III 2 sowie III 4a und war damit zusätzlich für Haushaltsführung, Aufstellung und Überwachung des ERP-Wirtschaftsplans, aber auch für die Vorabwicklung bilateraler Forderungen sowie Prüfungsangelegenheiten zuständig.
Nach der Neustrukturierung des Ministeriums und der abermalige Umbenennung in Bundesministerium für den wirtschaftlichen Besitz des Bundes wurde er 1958 Leiter der dortigen Unterabteilung II C für das ERP-Sondervermögen sowie zugleich Referatsleiter für Haushaltswesen, Prüfungsangelegenheiten und Abwicklung vorbilateraler Forderungen (Referat II C 1) in der Abteilung II, die nicht nur für das ERP-Sondervermögen, sondern auch für das Bundesvermögen zuständig war.
Im Anschluss war Thiessen zwischen 1959 und 1961 Leiter des Referats II B/5 und damit zuständig für Grundsatzfragen des ERP-Sondervermögens, Haushaltswesen, Prüfungsangelegenheiten und Abwicklung vorbilateraler Forderungen in der Unterabteilung II B (Beteiligungen des Bundes und ERP-Vermögen). Er war damit während der Amtszeit von Hans Wilhelmi als Bundesminister für den wirtschaftlichen Besitz des Bundes als Ministerialrat einer der maßgeblichen Fachleute für das ERP-Sondervermögen in der für das Bundesvermögen und das ERP-Sondervermögen zuständigen Abteilung II.
1962 wurde er nicht nur Leiter der für das ERP-Vermögen zuständigen Unterabteilung II C, sondern blieb als Referatsleiter II C 1 auch weiterhin verantwortlich Grundsatzfragen des ERP-Sondervermögens, Haushaltswesen, Prüfungsangelegenheiten und Abwicklung vorbilateraler Forderungen im damals umbenannten Bundesschatzministerium.

### Senatsdirektor in Berlin, Aufstieg zum Staatssekretär und KfW-Vorstandsmitglied
Kurze Zeit später wechselte er 1962 als Senatsdirektor zum Senator für Wirtschaft und Kredit von Berlin und war dort bis 1964 ein enger Mitarbeiter des damaligen Senators Karl Schiller. Im Anschluss daran war Thiessen zwischen 1964 und 1966 stellvertretendes Vorstandsmitglied der KfW.
Im März 1966 wurde er beamteter Staatssekretär im Bundesschatzministerium, bekleidete dieses Amt allerdings nur wenige Monate bis November 1966. Anfang 1967 kehrte er zur Kreditanstalt für Wiederaufbau zurück und blieb dort bis zu seinem Tode 1970 Vorstandsmitglied. In dieser Funktion hielt er auch Fachvorträge zu wirtschaftspolitischen Themen beim Institut der deutschen Wirtschaft in Köln und der KfW.